# Juan David Victoria
Juan David Victoria López conocido como "Juancho" (Palmira, Colombia; 24 de enero de 1996) es un futbolista colombiano que juega como delantero en el Salamanca Club de Fútbol UDS de la Segunda Federación (nuevo fichaje de la temporada 24/25)

## Trayectoria

### Rayo Vallecano B
Juancho se formó en las categorías inferiores del CD Leganés y en 2012, se firmó por los juveniles del Rayo Vallecano. El 22 de marzo de 2015 hizo su debut con Rayo Vallecano B,  en la Segunda División B en victoria en casa contra Real Madrid Castilla por 2 a 1. Juancho anotó su primer gol el 20 de septiembre  frente RSD Alcalá en Tercera División de España. 
El colombiano fue convocado en varias ocasiones por el primer equipo del Rayo Vallecano en un partido oficial (además de ir a varias pretemporadas); pero no llegó a debutar ni con Paco Jémez ni con José Ramón Sandoval, quienes le dejaron en el banquillo.

### Granada CF
En julio de 2017, Juancho firmó por el Club Recreativo Granada para jugar en Segunda División B.
El 26 de agosto de 2018, debutó en la Segunda División en un partido frente al CD Lugo con resultado de empate a uno.

### Las Rozas CF
El 17 de enero fichó hasta final de temporada por Las Rozas Club de Fútbol de la Segunda División B de España.

### Sociedad Cultural y Recreativa Peña Deportiva
El 3 de octubre se confirmó su fichaje por una temporada por la Sociedad Cultural y Recreativa Peña Deportiva de la Isla de Ibiza de la Segunda División B de España equipo revelación la temporada 2019-20 y con el que además de disputar liga participará en la Copa del Rey.

### Salamanca Club de Fútbol UDS
El 1 de febrero de 2021 se confirmó su fichaje por el Salamanca Club de Fútbol UDS de la Segunda División B de España hasta final de temporada.

### Club Polideportivo El Ejido
El 27 de julio de 2022, firma por el C. P. El Ejido de la Segunda Federación.

## Clubes
| Club                         | País   | Año           |
| ---------------------------- | ------ | ------------- |
| Rayo Vallecano B             | España | 2015 - 2017   |
| Recreativo Granada           | España | 2017 - 2018   |
| Granada CF                   | España | 2018 - 2019   |
| Las Rozas CF                 | España | 2020          |
| Peña Deportiva               | España | 2020-2021     |
| Salamanca Club de Fútbol UDS | España | 2021-2022     |
| C. P. El Ejido               | España | 2022-presente |

## Estadísticas
| Club                                  | Div                 | Temporada           | Liga  | Liga  | Copa Nacional | Copa Nacional | Copa Internacional | Copa Internacional | Total | Total |
| Club                                  | Div                 | Temporada           | Part. | Goles | Part.         | Goles         | Part.              | Goles              | Part. | Goles |
| ------------------------------------- | ------------------- | ------------------- | ----- | ----- | ------------- | ------------- | ------------------ | ------------------ | ----- | ----- |
| Rayo Vallecano B · España             | 3ª                  | 2014-15             | 8     | 0     | 0             | 0             | -                  | -                  | 8     | 0     |
| Rayo Vallecano B · España             | Total               | Total               | 8     | 0     | 0             | 0             | 0                  | 0                  | 8     | 0     |
| Granada CF B · España                 | 3ª                  | 2017-18             | 30    | 3     | 0             | 0             | -                  | -                  | 30    | 3     |
| Granada CF B · España                 | 3ª                  | 2018-19             | 17    | 1     | 0             | 0             | -                  | -                  | 17    | 1     |
| Granada CF B · España                 | Total               | Total               | 47    | 4     | 0             | 0             | 0                  | 0                  | 47    | 4     |
| Granada CF · España                   | 2.ª                 | 2018-19             | 5     | 0     | 1             | 0             | -                  | -                  | 6     | 0     |
| Granada CF · España                   | Total               | Total               | 5     | 0     | 1             | 0             | 0                  | 0                  | 6     | 0     |
| Las Rozas CF · España                 | 2ªB                 | 2019-20             | 8     | 1     | 0             | 0             | -                  | -                  | 8     | 1     |
| Las Rozas CF · España                 | Total               | Total               | 8     | 1     | 0             | 0             | 0                  | 0                  | 8     | 1     |
| SCR Peña Deportiva · España           | 2ªB                 | 2020-21             | 8     | 0     | 2             | 0             | -                  | -                  | 10    | 0     |
| SCR Peña Deportiva · España           | Total               | Total               | 8     | 0     | 2             | 0             | 0                  | 0                  | 10    | 0     |
| Salamanca Club de Fútbol UDS · España | 2ªB                 | 2020-21             | 0     | 0     | -             | -             | -                  | -                  | -     | -     |
| Salamanca Club de Fútbol UDS · España | Total               | Total               | 0     | 0     | 0             | 0             | 0                  | 0                  | 0     | 0     |
| Total en su carrera                   | Total en su carrera | Total en su carrera | 76    | 5     | 3             | 0             | 0                  | 0                  | 79    | 5     |